# الیویا هریسون
الیویا ترینیداد هریسون (انگلیسی: Olivia Trinidad Harrison؛ زادهٔ ۱۸ مهٔ ۱۹۴۸) تهیه‌کننده فیلم، پدیدآور، نمایشگاه‌گردان، و نیکوکار اهل بریتانیا است و همچنین بیوه ی George Harrisonاز گروه the Beatlesاست.او ابتدا در صنعت موسیقی در لس آنجلس برای A&M Recordsکار می کرد،جایی که برای اولین بار جورجیو را ملاقات کرد و به او کمک کرد تا Dark Horse را انتشار دهد.در سال ۱۹۹۰،وی Romanian Angel Appeal را به راه انداخت برای بالا بردن سرمایه بچه های بی سرپرست در Romania بعد از سقوط کمونیسم در آنجا.
وی همچنین برندهٔ جوایزی همچون جایزه گرمی شده‌است.